# Elricia Francis
Elricia Patricia Francis (* 11. Oktober 1975) ist eine ehemalige Sprinterin aus St. Kitts und Nevis.

## Karriere
Sie war bei den Olympischen Spielen 1996 in Atlanta zusammen mit Bernadeth Prentice, Bernice Morton und Valma Bass Teil der 4-mal-100-Meter-Staffel. Diese kam im dritten Vorlauf jedoch nicht ins Ziel und erreichte somit auch nicht die nächste Runde.